# Elementen in de astrologie
Met elementen in de astrologie worden de vier klassieke elementen Aarde, Vuur, Lucht en Water bedoeld. In de astrologie worden deze geassocieerd met vier verschillende temperamenten of persoonlijkheidstypen. De Griekse "elementen" Lucht, Vuur, Aarde en Water werden nooit opgevat als de fysische of chemische bouwstenen van de materie, maar eerder als  karakteriseringen van wijzen van gedrag, activiteit, of proces.

## Klassieke elementen
De verdeling van de elementen vuur, aarde, lucht en water is gebaseerd op de klassieke leer der elementen zoals ze in de Tetrabiblos van Claudius Ptolemaeus wordt beschreven. Elementen geven informatie over de 'temperamenten':
- Cholerisch / Vuur
- Sanguinisch / Lucht
- Melancholisch / Aarde
- Flegmatisch / Water

|      |  |       |
| Vuur |  | Lucht |

|       |  |       |
| Water |  | Aarde |

Volgens de arts Galenus werden deze elementen reeds door Hippocrates gebruikt bij het beschrijven van het menselijk lichaam in associatie met de 4 humores ('humeuren') : gele gal (vuur), zwarte gal (aarde), bloed (lucht) en slijm (water). 
In de middeleeuwse astrologie werd nog veel meer gebruikgemaakt van de elementen dan nu het geval is. William Lilly betrok bijvoorbeeld de elementen bij al zijn uurhoekhoroscopen, en kende ze volgende eigenschappen toe:
- Vuur: heet, droog, vurig
- Lucht: heet, vochtig, licht
- Aarde: koud, droog, zwaar
- Water: koud, vochtig, zacht

## Moderne astrologie
In de moderne astrologie, die zich meer toespitst op psychologische duiding, gelden volgende associaties per element: 
| Element | Tekens                           | Psychologische astrologie: temperamenten en persoonlijkheidstypen | Psychologische astrologie: temperamenten en persoonlijkheidstypen |
| Element | Tekens                           | Positief | Negatief |
| ------- | -------------------------------- | --- | --- |
| Vuur    | Ram, Leeuw, Boogschutter         | Vurig, enthousiast, leiders, vertrouwen, trots, spontaniteit, initiatief nemend en romantisch. | Zij kunnen zeer arrogant zijn, egoïstisch en bazig. Deze tekens hebben honger naar aandacht en hebben geen tijd of aandacht voor het welbevinden van anderen. Zij hebben ook de neiging om de eer op te eisen van dingen waar ook anderen hebben aan deelgenomen.                                                                            |
| Aarde   | Stier, Maagd, Steenbok           | Praktisch, stabiel, consistent, gedetermineerd, betrouwbaar, star, geduldig, conservatief, sensueel. Zij houden van materieel comfort en recupereren snel.                                                      | Zij kunnen koppig zijn en zeer hard. Ze hebben ook problemen met het controleren van hun jaloezie en zijn bezitterig. |
| Lucht   | Tweelingen, Weegschaal, Waterman | Deze tekens kunnen goed communiceren en praten, geneigd om intellectueel te zijn, kunnen goed abstract redeneren. Logisch, objectief, sociaal, spontaan, flexibel, voorzichtig, idealistisch, onbevooroordeeld. | Indien ze negatief worden, zijn ze koud, oppervlakkig, onpraktisch. Deze tekens hebben een grote vrijheidsdrang en kunnen ongevoelig zijn voor andermans gevoelens. |
| Water   | Kreeft, Schorpioen, Vissen       | Deze tekens zijn gevoelig, ondersteunend en ontvankelijk. Ze zijn emotioneel, intuïtief, gevoelig, psychisch, diepgaand, vriendelijk en zorgzaam. Ze baseren veel van wat ze ondernemen op hun gevoel.          | Ze kunnen zelfbeschermend zijn en zichzelf graag verwennen. Als hun emoties te sterk zijn geworden, kunnen deze tekens verslaafd geraken aan drugs, alcohol en eten. Ze zijn vaak onderhevig aan stemmingswisselingen, en het duurt een tijdje om hen te leren kennen. Ze zijn empathisch en slorpen als het ware de emoties op van anderen. |